# Viella (Gers)
Viella település Franciaországban, Gers megyében. Lakosainak száma 523 fő (2022. január 1.). Viella Saint-Lanne, Aubous, Aydie, Diusse, Portet, Aurensan, Labarthète, Maumusson-Laguian, Riscle, Saint-Mont, Verlus és Riscle községekkel határos.

## Népesség
A település népessége az elmúlt években az alábbi módon változott:
| Lakosok száma | 674  | 626  | 580  | 538  | 533  | 529  | 511  | 511  | 509  | 523  |
|               | 1968 | 1982 | 1990 | 2006 | 2013 | 2015 | 2017 | 2019 | 2020 | 2022 |